# 전라남도의회의원 목록
다음은 전라남도의회의원 61명 명단이다.

## 의원 목록
| 선거구           | 이름   | 소속정당     | 관할구역                                                                                     | 비고        |
| ---------------- | ------ | ------------ | -------------------------------------------------------------------------------------------- | ----------- |
| 목포시 제1선거구 | 최선국 | 더불어민주당 | 용당1동, 용당2동, 연동, 삼학동, 이로동, 하당동                                               | 무투표 당선 |
| 목포시 제2선거구 | 조옥현 | 더불어민주당 | 산정동, 대성동, 목원동, 동명동, 만호동, 유달동, 죽교동, 북항동                               |             |
| 목포시 제3선거구 | 박문옥 | 더불어민주당 | 연산동, 원산동, 용해동                                                                       | 무투표 당선 |
| 목포시 제4선거구 | 최정훈 | 더불어민주당 | 상동, 삼향동, 옥암동                                                                         |             |
| 목포시 제5선거구 | 전경선 | 더불어민주당 | 신흥동, 부흥동, 부주동                                                                       | 무투표 당선 |
| 여수시 제1선거구 | 이광일 | 더불어민주당 | 돌산읍, 남면, 삼산면, 대교동, 국동, 월호동                                                   | 무투표 당선 |
| 여수시 제2선거구 | 서대현 | 더불어민주당 | 동문동, 한려동, 중앙동, 충무동, 서강동, 미평동, 만덕동, 삼일동, 묘도동                       |             |
| 여수시 제3선거구 | 강문성 | 더불어민주당 | 광림동, 여서동, 문수동                                                                       | 무투표 당선 |
| 여수시 제4선거구 | 최무경 | 더불어민주당 | 소라면, 율촌면, 여천동                                                                       |             |
| 여수시 제5선거구 | 최병용 | 더불어민주당 | 화양면, 쌍봉동, 주삼동                                                                       | 무투표 당선 |
| 여수시 제6선거구 | 주종섭 | 더불어민주당 | 화정면, 둔덕동, 시전동                                                                       | 무투표 당선 |
| 순천시 제1선거구 | 정영균 | 더불어민주당 | 승주읍, 서면, 황전면, 월등면, 주암면, 송광면                                                 |             |
| 순천시 제2선거구 | 한춘옥 | 더불어민주당 | 외서면, 낙안면, 별량면, 상사면, 풍덕동, 남제동, 장천동, 도사동                               | 무투표 당선 |
| 순천시 제3선거구 | 김정희 | 더불어민주당 | 향동, 매곡동, 삼산동, 저전동, 중앙동                                                         |             |
| 순천시 제4선거구 | 서동욱 | 더불어민주당 | 조곡동, 덕연동                                                                               | 무투표 당선 |
| 순천시 제5선거구 | 김진남 | 더불어민주당 | 왕조1동                                                                                      | 무투표 당선 |
| 순천시 제6선거구 | 신민호 | 더불어민주당 | 왕조2동                                                                                      | 무투표 당선 |
| 순천시 제7선거구 | 한숙경 | 더불어민주당 | 해룡면 일부                                                                                  |             |
| 순천시 제8선거구 | 김정이 | 더불어민주당 | 해룡면 일부                                                                                  | 무투표 당선 |
| 나주시 제1선거구 | 김호진 | 더불어민주당 | 남평읍, 노안면, 금천면, 산포면, 송월동, 금남동, 성북동, 다도면                               |             |
| 나주시 제2선거구 | 최명수 | 더불어민주당 | 다시면, 세지면, 왕곡면, 반남면, 공산면, 동강면, 봉황면, 영강동, 영산동, 이창동, 문평면       | 무투표 당선 |
| 나주시 제3선거구 | 이재태 | 더불어민주당 | 빛가람동                                                                                     |             |
| 광양시 제1선거구 | 임형석 | 더불어민주당 | 광양읍                                                                                       |             |
| 광양시 제2선거구 | 강정일 | 더불어민주당 | 봉강면, 옥룡면, 옥곡면, 진상면, 진월면, 다압면, 광영동                                       |             |
| 광양시 제3선거구 | 김태균 | 더불어민주당 | 중마동 일부                                                                                  | 무투표 당선 |
| 광양시 제4선거구 | 박경미 | 더불어민주당 | 중마동 일부, 골약동, 태인동, 금호동                                                          |             |
| 담양군 제1선거구 | 박종원 | 더불어민주당 | 담양읍, 무정면, 금성면, 용면, 월산면                                                         | 무투표 당선 |
| 담양군 제2선거구 | 이규현 | 더불어민주당 | 봉산면, 고서면, 가사문학면, 창평면, 대덕면, 수북면, 대전면                                   |             |
| 곡성군 선거구    | 진호건 | 더불어민주당 | 곡성군 전역                                                                                  |             |
| 구례군 선거구    | 이현창 | 더불어민주당 | 구례군 전역                                                                                  |             |
| 고흥군 제1선거구 | 송형곤 | 더불어민주당 | 고흥읍, 점암면, 과역면, 남양면, 동강면, 대서면, 두원면, 영남면                               | 무투표 당선 |
| 고흥군 제2선거구 | 박선준 | 더불어민주당 | 도양읍, 풍양면, 도덕면, 금산면, 도화면, 포두면, 봉래면, 동일면                               |             |
| 보성군 제1선거구 | 박선준 | 더불어민주당 | 보성읍, 노동면, 미력면, 득량면, 회천면, 웅치면                                               |             |
| 보성군 제2선거구 | 이동현 | 더불어민주당 | 벌교읍, 겸백면, 율어면, 복내면, 문덕면, 조성면                                               | 무투표 당선 |
| 화순군 제1선거구 | 임지락 | 더불어민주당 | 화순읍                                                                                       | 무투표 당선 |
| 화순군 제2선거구 | 류기준 | 더불어민주당 | 한천면, 춘양면, 청풍면, 이양면, 능주면, 도곡면, 도암면, 이서면, 백아면, 동복면, 사평면, 동면 | 무투표 당선 |
| 장흥군 제1선거구 | 박형대 | 진보당       | 장흥읍 일부, 장동면, 장평면, 유치면, 부산면                                                  |             |
| 장흥군 제2선거구 | 윤명희 | 더불어민주당 | 장흥읍 일부, 관산읍, 대덕읍, 용산면, 안양면, 회진면                                          |             |
| 강진군 선거구    | 차영수 | 더불어민주당 | 강진군 전역                                                                                  |             |
| 해남군 제1선거구 | 김성일 | 더불어민주당 | 해남읍, 마산면, 황산면, 산이면, 문내면, 화원면                                               | 무투표 당선 |
| 해남군 제2선거구 | 박성재 | 무소속       | 삼산면, 화산면, 현산면, 송지면, 북평면, 북일면, 옥천면, 계곡면                               |             |
| 영암군 제1선거구 | 신승철 | 더불어민주당 | 영암읍, 덕진면, 금정면, 신북면, 시종면, 도포면                                               |             |
| 영암군 제2선거구 | 손남일 | 더불어민주당 | 삼호읍, 군서면, 서호면, 학산면, 미암면                                                       | 무투표 당선 |
| 무안군 제1선거구 | 정길수 | 더불어민주당 | 무안읍, 일로읍, 몽탄면, 현경면, 망운면, 해제면, 운남면                                       | 무투표 당선 |
| 무안군 제2선거구 | 나광국 | 더불어민주당 | 삼향읍, 청계면                                                                               | 무투표 당선 |
| 함평군 선거구    | 모정환 | 더불어민주당 | 함평군 전역                                                                                  |             |
| 영광군 제1선거구 | 박원종 | 더불어민주당 | 영광읍, 대마면, 묘량면, 불갑면, 군서면, 군남면                                               | 무투표 당선 |
| 영광군 제2선거구 | 오미화 | 진보당       | 백수읍, 홍농읍, 염산면, 법성면, 낙월면                                                       |             |
| 장성군 제1선거구 | 정철   | 더불어민주당 | 장성읍, 서삼면, 북일면, 북이면, 북하면                                                       | 무투표 당선 |
| 장성군 제2선거구 | 김회식 | 더불어민주당 | 진원면, 남면, 동화면, 삼서면, 삼계면, 황룡면                                                 |             |
| 완도군 제1선거구 | 이철   | 더불어민주당 | 완도읍, 노화읍, 소안면, 보길면                                                               |             |
| 완도군 제2선거구 | 신의준 | 더불어민주당 | 금일읍, 군외면, 신지면, 고금면, 약산면, 청산면, 금당면, 생일면                               | 무투표 당선 |
| 진도군 선거구    | 김인정 | 더불어민주당 | 진도군 전역                                                                                  |             |
| 신안군 제1선거구 | 김문수 | 더불어민주당 | 지도읍, 압해읍, 증도면, 임자면, 자은면, 암태면                                               |             |
| 신안군 제2선거구 | 최미숙 | 더불어민주당 | 비금면, 도초면, 흑산면, 하의면, 신의면, 장산면, 안좌면, 팔금면                               |             |
| 비례대표         | 박현숙 | 더불어민주당 | 전라남도 일원                                                                                |             |
| 비례대표         | 최동익 | 더불어민주당 | 전라남도 일원                                                                                |             |
| 비례대표         | 장은영 | 더불어민주당 | 전라남도 일원                                                                                |             |
| 비례대표         | 김주웅 | 더불어민주당 | 전라남도 일원                                                                                |             |
| 비례대표         | 전서현 | 국민의힘     | 전라남도 일원                                                                                |             |
| 비례대표         | 김미경 | 정의당       | 전라남도 일원                                                                                |             |

## 같이 보기
- 전라남도의회